# Takuya Matsumoto
Takuya Matsumoto (松本 拓也 Matsumoto Takuya?), född 6 februari 1989 i Shizuoka prefektur, är en japansk fotbollsspelare.
Matsumoto började sin karriär 2010 i Shonan Bellmare. 2011 blev han utlånad till Kawasaki Frontale. Han gick tillbaka till Shonan Bellmare 2012. 2013 flyttade han till Giravanz Kitakyushu. 2015 flyttade han till Blaublitz Akita. Han spelade 130 ligamatcher för klubben. Sedan 2020 spelar Matsumoto i FC Gifu.